# Miss Mato Grosso do Sul 2009
Miss Mato Grosso do Sul 2009 foi a 28ª edição do tradicional concurso de beleza feminino de Miss Mato Grosso do Sul. Esta edição enviou a melhor candidata sul-matogrossense para a disputa nacional de Miss Brasil 2009, válido para a disputa de Miss Universo. A competição contou com a participação de quinze (15) municípios do Estado e suas respectivas aspirantes municipais. A coordenação do evento foi comandada pelos estilistas Claudinei Aquino e Ney Amaral. O certame foi realizado no dia 28 de Outubro do ano anterior, na cidade de Campo Grande e na ocasião quem sagrou-se campeã foi Pilar Velásquez representando a capital.

## Resultados

### Colocações
| Posição   | Cidade e Candidata               |
| Vencedora | - Campo Grande - Pilar Velásquez |
| 2º. Lugar | - Três Lagoas - Emily Sizenando  |
| 3º. Lugar | - Pedro Gomes -                  |

### Prêmios Especiais
- Foram distribuídos dois prêmios este ano:[5]

| Prêmio         | País e Candidata                   |
| Miss Simpatia  | - Caracol - Morgana Vicente        |
| Miss Elegância | - Chapadão do Sul - Camila Marques |

## Candidatas
Algumas das candidatas ao título:
- Aquidauana - Marley Gama[6]
- Campo Grande - Pilar Velásquez
- Caracol - Morgana Vicente
- Chapadão do Sul - Camila Marques
- Dourados - Lenize Lunardi[7]
- Três Lagoas - Emily Sizenando[8]